# Jessie

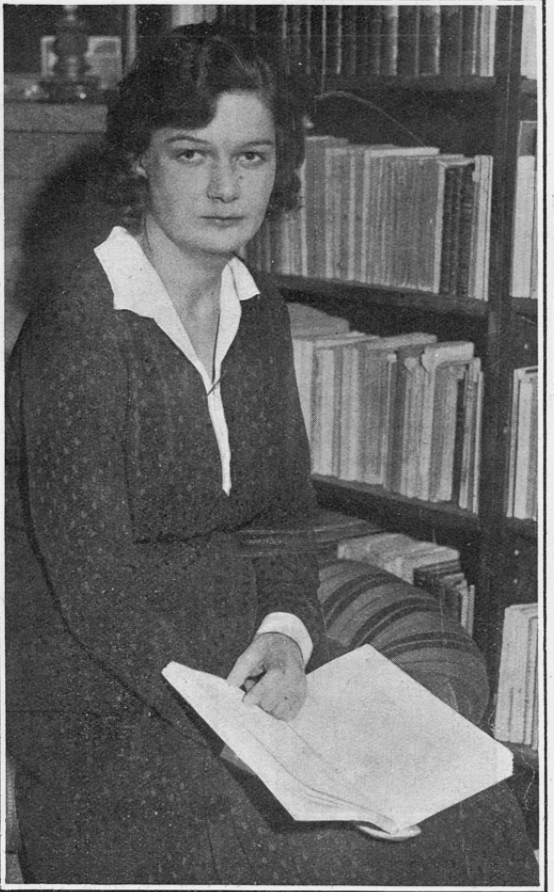
Jessie Wessel

Jessie är ett engelskt smeknamn för Jessica. I Skottland är namnet känt sedan lång tid som ett smeknamn för Jean och diminutiv för Janet. Jessie är en alternativ stavning av pojknamnet Jesse.

## Kända personer vid namn Jessie
- Jessie Cave, brittisk skådespelare
- Jessie J, brittisk musiker
- Jessie Jacobs, australisk sångare och skådespelare
- Jessie James, amerikansk musiker
- Jessie Flaws, amerikansk-svensk skådespelare
- Jessie Ståhl, svensk politiker
- Jessie Wessel, svensk skådespelare

## Fiktiva
- Jessie (Toy Story) – fiktiv rollfigur i Toy Story